# Helenodora inopinata
L'elenodora (Helenodora inopinata) è un animale estinto, appartenente ai lobopodi. Visse nel Carbonifero superiore (circa 320 milioni di anni fa) e i suoi resti fossili sono stati ritrovati in Nordamerica.

## Descrizione
Questo animale era notevolmente simile agli attuali “vermi di velluto” (Onychophora), sia nella forma che nelle dimensioni. Gli esemplari noti sono lunghi circa 6 centimetri. Helenodora possedeva un corpo allungato e vermiforme, ricoperto da una sottile cuticola, e almeno 21 paia di corte zampe, posizionate al di sotto del corpo e sporgenti leggermente all'infuori. Inizialmente si pensava che i fossili conservassero un paio di piccoli artigli su una zampa, ma in seguito è stato dimostrato che le zampe erano prive di artigli. Il corpo era annulato, con circa nove annuli per ogni sezione portatrice di zampa. La testa e la parte terminale del corpo sono mal conservate, ma alcuni fossili presentano due appendici allungate sul capo.

## Classificazione
Helenodora inopinata venne descritto per la prima volta nel 1980, sulla base di due fossili rinvenuti nel famoso giacimento di Mazon Creek in Illinois. A causa delle caratteristiche zampe e del corpo annulato, Helenodora è stato inizialmente avvicinato agli onicofori, all'interno del clade noto come Uniramia. Successive ricerche sulla base di ulteriori esemplari hanno messo in luce le parentele con alcuni lobopodi del Cambriano, come Paucipodia; questi animali sono stati classificati come appartenenti ai lobopodi e posti alla base del gruppo degli Onychophora (Murdock et al., 2016).

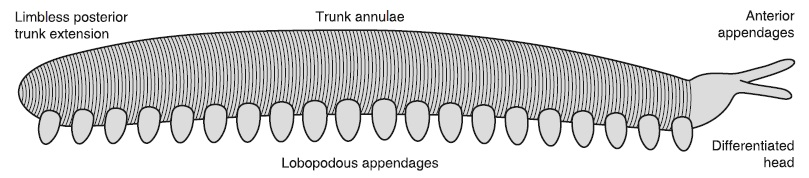
Ricostruzione di Helenodora inopinata

## Paleobiologia
I fossili di Helenodora si sono conservati in concrezioni di siderite di origine marina; inizialmente, sia la (presunta) morfologia che altri fossili presenti nel luogo (piante terrestri, insetti) avevano suggerito che Helenodora fosse un animale terrestre, come gli attuali vermi di velluto. Secondo i primi studi, quindi, Helenodora rappresentava un passaggio evolutivo verso gli attuali Onychophora, distinto dalla fase acquatica degli antichi lobopodi del Cambriano come Aysheaia. Nuovi studi indicherebbero che Helenodora non era un onicoforo terrestre, bensì un organismo marino non dissimile dai suoi antenati cambriani. Ciò dimostrerebbe la sopravvivenza di lobopodi marini nel Carbonifero e indicherebbe un'origine degli onicofori terrestri dopo il Carbonifero (Murdock et al., 2016).